# Manfred Petry

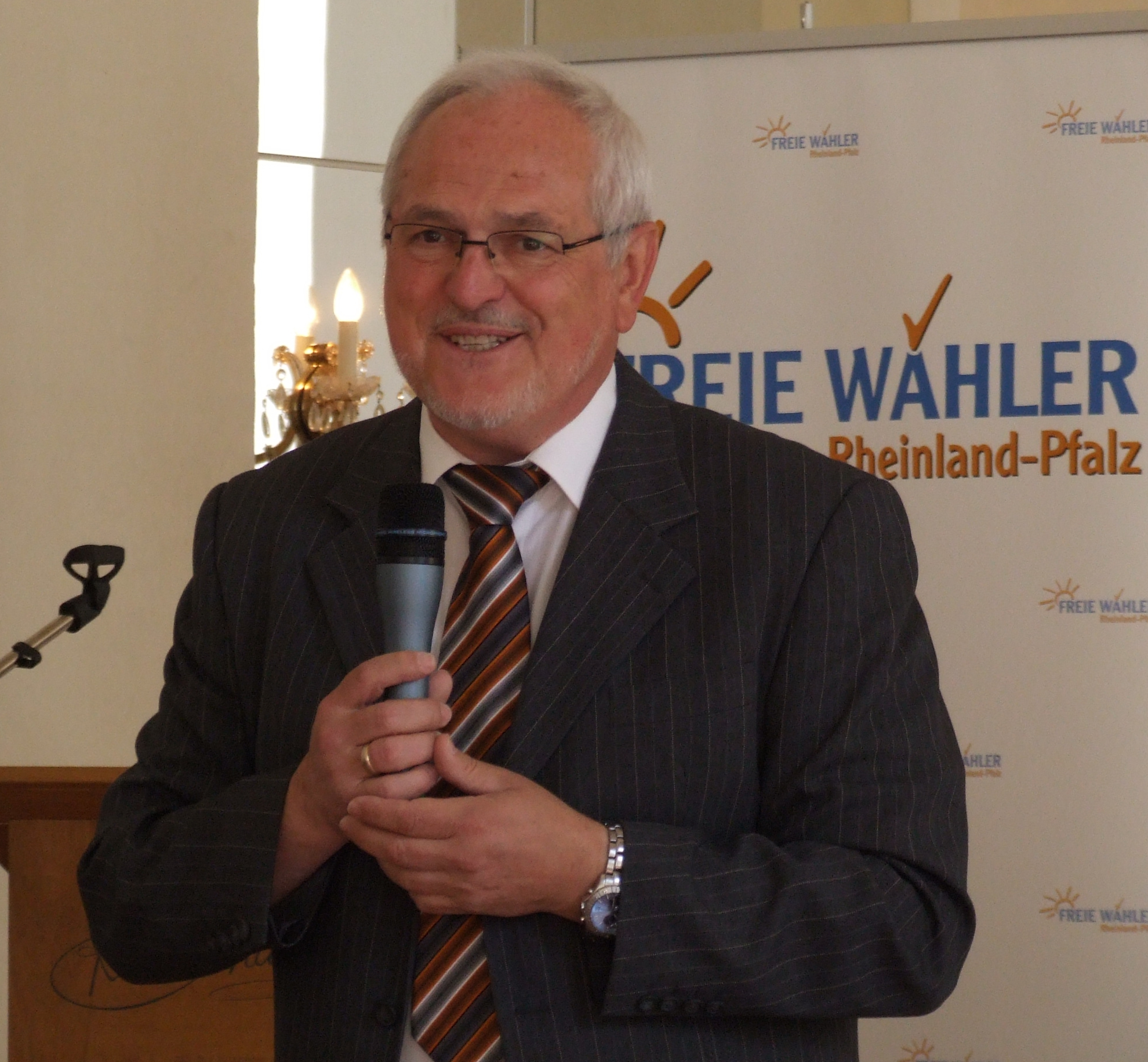
Manfred Petry 2013 in Bernkastel-Kues

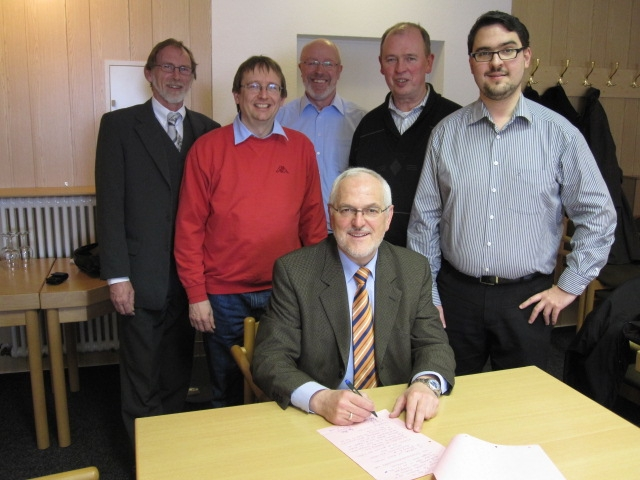
Manfred Petry (vorne), beim Unterzeichnen der Urkunde zur Konstituierung der Vorgründungsgesellschaft der Freien Wähler Rheinland-Pfalz

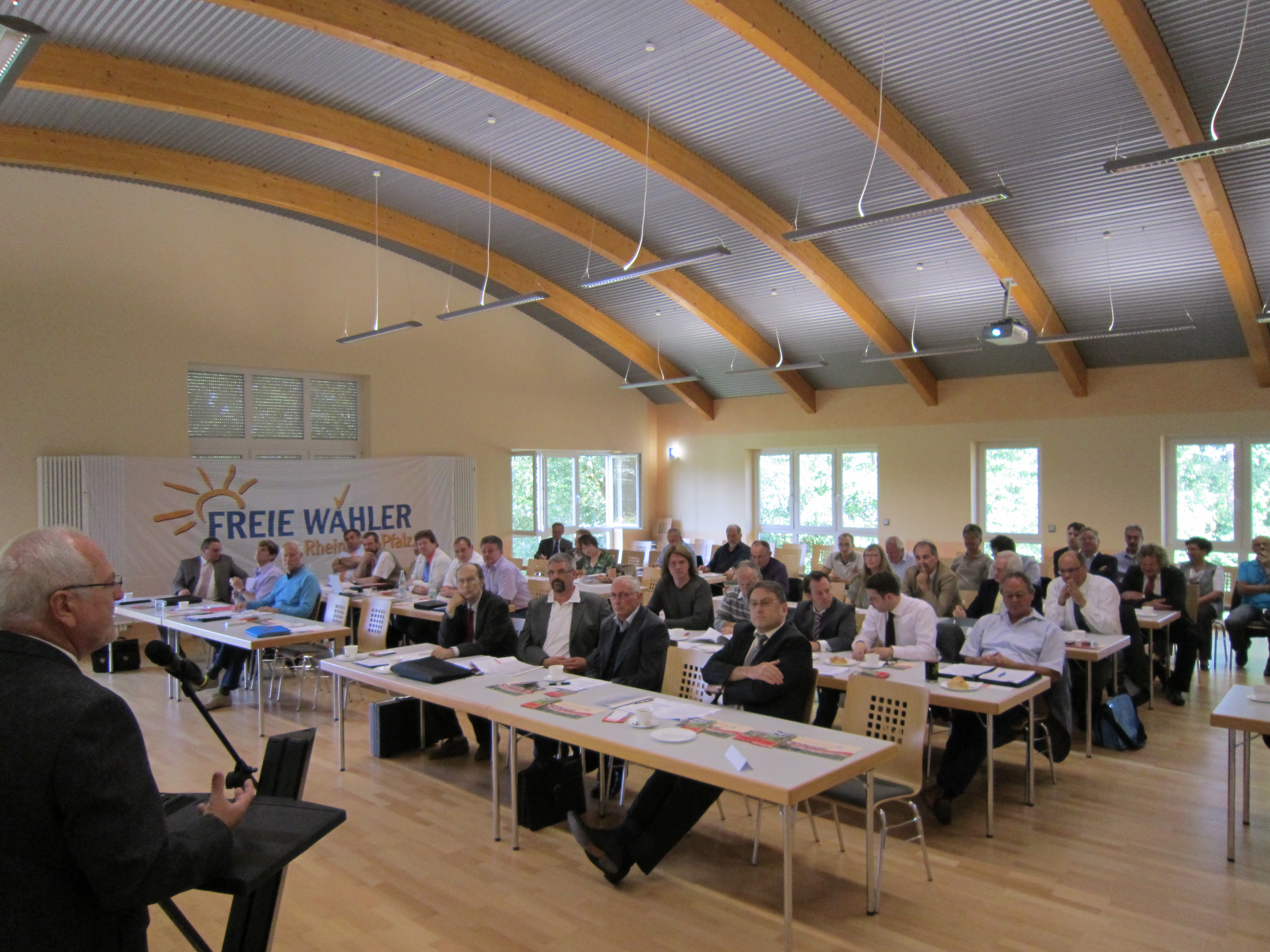
Manfred Petry 2010 als Redner auf einer Mitgliederversammlung der Freien Wähler in Rülzheim

Manfred Petry (* 28. Februar 1953 in Frankenstein (Pfalz)) ist ein deutscher Politiker der Freien Wähler.
Er ist seit dem 15. September 2007 Vorsitzender der FWG Rheinland-Pfalz, dem Dachverband der Freien Wähler in Rheinland-Pfalz und war Gründungsvorsitzender der Freien Wähler Rheinland-Pfalz, dem Landesverband der Bundesvereinigung Freie Wähler.
Petry ist seit 2010 stellvertretender Bundesvorsitzender des Bundesverbandes und der Bundesvereinigung Freie Wähler.

## Leben
Manfred Petry legte 1972 sein Abitur ab und studierte von 1975 bis 1978 an der Fachhochschule Mainz Vermessungswesen, ein Studium, das er mit dem akademischen Grad Dipl.-Ing. (FH) abschloss. Zuvor diente er von 1972 bis 1974 bei der Bundeswehr und ist heute Reserveoffizier mit dem Dienstgrad Oberstleutnant der Reserve. Seit 1978 arbeitet er bei der Vermessungs- u. Katasterverwaltung Rheinland-Pfalz und ist heute Vermessungsoberamtsrat.

### Politische Ämter
1978 begann er sich als Mitglied der FWG Frankenstein e.V. politisch zu engagieren und zog im gleichen Jahr in den Gemeinderat ein.
Von 1984 bis 1992 war Petry 1. Beigeordneter der Gemeinde Frankenstein und von 1992 bis 2009 Ortsbürgermeister der Gemeinde. Seit 1988 gehört er dem Landesvorstand der FWG Rheinland-Pfalz an. 20 Jahre lang stand er von 1990 bis 2010 der FWG Frankenstein vor, mit der er absolute Mehrheiten bei den Kommunalwahlen erzielte. Seit 2004 steht er als Vorsitzender der FWG Bezirkstag Pfalz e.V. vor. In der Wahlperiode 1. Juli 2004 bis 30. Juni 2009 war er 1. Stellvertretender Bezirkstagsvorsitzender. Petry ist seit 2007 Mitglied des Vorstands der Höheren Kommunalverbände der BRD. Er ist seit dem 1. Juli 2009 als 2. stellvertretender Bezirkstagsvorsitzender einer der drei Mitglieder des Bezirksvorstandes des Bezirksverbandes Pfalz. Seit 2009 ist er Vorsitzender der FWG Verbandsgemeinde Hochspeyer e.V. und Mitglied des Vorstands des Gemeinde- und Städtebundes Rheinland-Pfalz sowie Mitglied des Kommunalen Rates.
Petry war Spitzenkandidat der Freien Wähler für die Landtagswahl in Rheinland-Pfalz 2011 im Wahlbezirk 4.